# Clinocera nivalis
Clinocera nivalis är en tvåvingeart som först beskrevs av Zetterstedt 1838.  Clinocera nivalis ingår i släktet Clinocera och familjen dansflugor. Arten är reproducerande i Sverige. Inga underarter finns listade i Catalogue of Life.